# Saša Radojčić
Compléments
- Ancien étudiant de la Faculté de philosophie de l'université de Belgrade
- Ancien étudiant de la Faculté de philologie de l'université de Belgrade
- Membre de la Société littéraire serbe

Saša Radojčić (en serbe cyrillique : Саша Радојчић ; né le 12 janvier 1963 à Sombor) est un poète et philosophe serbe. En 2015, il a reçu le prix Dis qui récompense le meilleur poète de l'année,.

## Biographie
Né à Sombor, dans la province autonome de Voïvodine, Saša Radojčić étudie à la Faculté de philosophie et à la Faculté de philologie de l'université de Belgrade ; il y obtient respectivement un doctorat et un master. Il travaille à la Faculté de pédagogie de l'université de Novi Sad à Sombor.
Il est membre du directoire de la Société littéraire serbe (Srpsko književno društvo).

## Quelques œuvres
- Uzalud snovi, poésie, 1985.
- Kamerna muzika (Musique de chambre), poésie, 1991.
- Amerika i druge pesme (Amérique et autres poèmes), 1994.
- Elegije, nokturna, etide (Élégies, Nocturnes, Études), poésie, 2001.
- Providni anđeli (Anges transparents), essais, 2003.
- Poezija, vreme buduće (Poésie, temps futur), critique, 2003.
- Četiri godišnja doba, poésie, 2004.
- Ništa i prah, étude littéraire, 2006.
- Cyber zen, poésie, 2013.
- Duge i kratke pesme (Poèmes longs et courts), 2015.

## Récompenses
Pour sa poésie, Saša Radojčić a remporté le prix Branko Ćopić, le prix Đura Jakšić et le prix Dis ; pour son œuvre critique, il a remporté le prix Milan Bogdanović.